# 王穀祥
王穀祥（1501年—1568年），字祿之，號酉室，直隸蘇州府長洲縣人，明朝畫家、政治人物。

## 生平
王穀祥出身官籍，嘉靖四年（1525年）乙酉科應天府鄉試第四十八名舉人。嘉靖八年（1529年）己丑科二甲第四十五名進士。四月選翰林院庶吉士，同年散館改工部屯田司主事。調吏部考功司，官至吏部员外郎。後棄官歸里，隨文徵明學畫。

## 成就

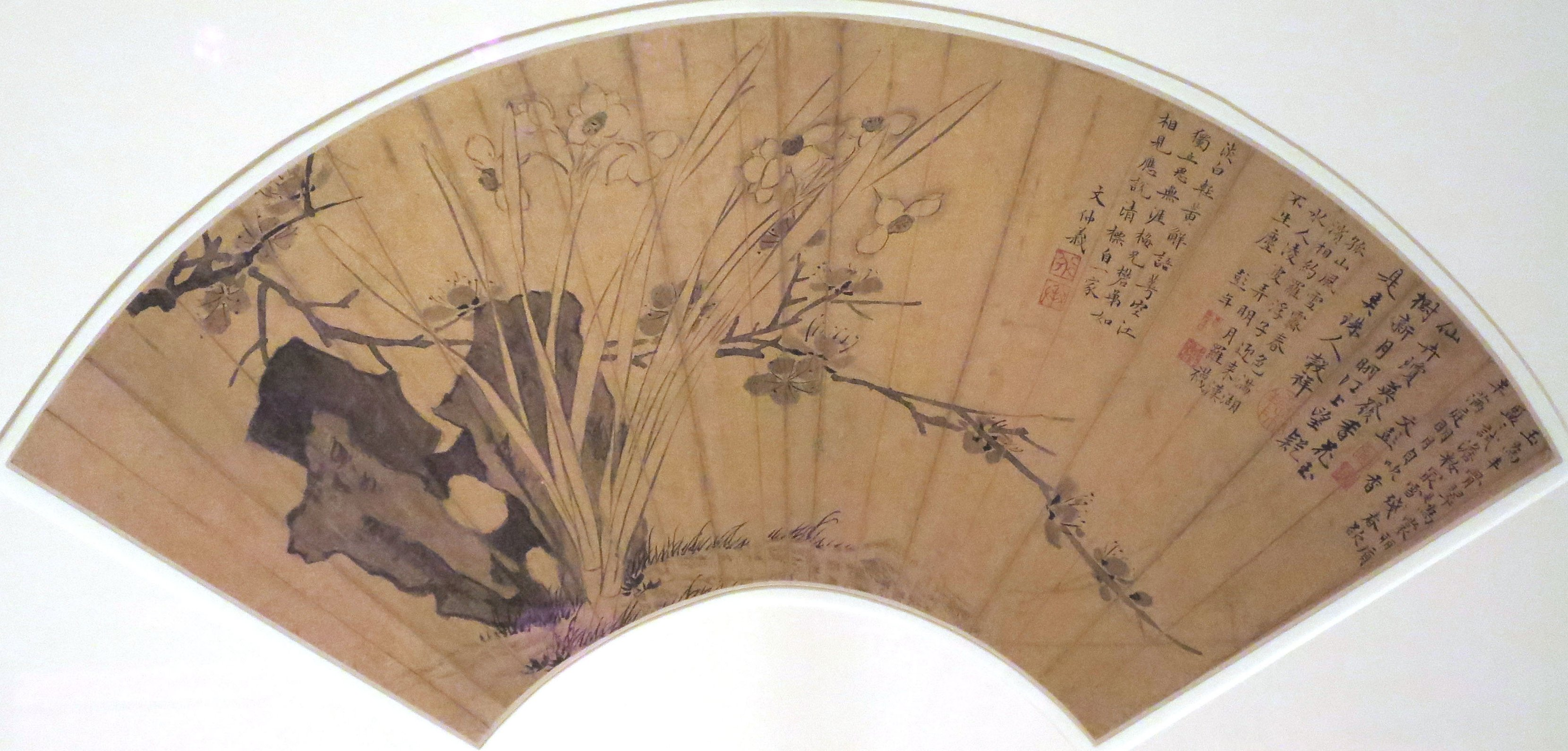
王穀祥繪扇面

王穀祥工書畫，为士林所重。善寫生，尤善花鳥，渲染頗有法度，一枝一叶，亦有生色；书仿晋人筆法，不坠二王之风。
- 《玉兰》

皎皎玉兰花，不受缁尘垢。
莫漫比辛夷，白贲谁能偶？

## 作品
《盤石菖蒲》軸，藏於台灣台北國立故宮博物院
《海棠玉蘭》軸，藏於台灣台北國立故宮博物院 (與陸治合繪)
《花卉圖》軸，藏於中國北京故宮博物院

## 家族
曾祖王寬；祖父王敏；父王觀，曾任醫官。前母范氏、母錢氏。慈侍下。兄王榖祯，府经历。